# Manila Luzon
Karl Philip Michael Westerberg (Cottage Grove, Minesota; 10 de agosto de 1981), más conocida por su nombre artístico Manila Luzon, es una drag queen, celebridad, comediante y artista televisiva estadounidense. Es conocida por ser la subcampeona de la tercera temporada de RuPaul's Drag Race y por ser concursante de la primera y cuarta temporada de RuPaul's Drag Race All Stars. Su nombre es un juego de palabras entre la capital filipina (Manila) y la isla más grande del país (Luzon) donde su madre nació. Aunque Manila Luzon es de Minesota, reside en Los Ángeles.

## Después de Rupaul
La publicidad generada por su participación en el programa le brindó muchas oportunidades nuevas para actuar en diversos eventos LGBT en el desfile de la Fiesta del Orgullo Gay de Nueva York y de Vancouver. Además, aboga por luchar contra el VIH. Por otra parte, apareció en un anuncio de Gilead Sciences llamado "Red Ribbon Runway" junto a sus compañeras de Drag Race, Carmen Carrera, Delta Work, Shangela y Alexis Mateo. El vestido que llevó en el anuncio fue subastado por la cadena de televisión Logo en conmemoración del Día Mundial contra el VIH y el dinero recaudado fue donado a la Asociación Nacional de Personas con sida.
En 2011 Luzon, junto a Carmen Carrera y Shangela, aparecieron en un anuncio de televisión para la página de viajes Orbitz. Además de esto, ella y Shangela también hicieron una sección de noticias de entretenimiento para US Weekly donde hablaban de hombres famosos actuales y sobre cómo serían si fuesen drag queens.
En agosto de 2012 NiniMomo, una compañía con sede en Long Island que se especializa en muñecas de moda, lanzó una muñeca que se parecía a Luzon y llevaba el famoso vestido de piña que llevó en RuPaul's Drag Race, convirtiéndose así en la primera muñeca de una drag queen. Dos años después, un par de fanes de Manila produjeron su propia muñeca Manila Luzon impresa en 3D.
Realiza una pequeña aparición en la temporada 2 episodio 5 y en la temporada 4 capítulo 1, de la serie LGTBI+ Eastsiders, donde también participa otra exconcursante de RuPaul's Drag Race, Willam, que tiene un pequeño papel en la serie.

### RuPaul's Drag U
Manila fue profesora de RuPaul's Drag U. Apareció en tres episodios y ayudó a transformar a una ama de casa en busca de un cambio de imagen en el primer episodio, la segunda vez que estuvo en el programa se hizo un concurso de lesbianas que acabó ganando y en su tercera aparición como profesora de drag ayudó a su hermana Rachel a transformarse en una drag.

### RuPaul's Drag Race: All Stars
El 6 de agosto de 2012 se anunció que Manila era una de las doce participantes de Drag Race seleccionadas para unirse al elenco de All Stars 1, que se estrenó en Logo el 22 de octubre de 2012. Junto con Latrice Royale formaron el Equipo Latrila, aunque el dúo fue eliminado en el tercer episodio que se emitió el 5 de noviembre de 2012 lo que hizo que acabasen en el séptimo y octavo lugar respectivamente. Su eliminación fue una de las muchas críticas que se llevó la primera edición de All Stars.
Antes de la emisión del final de temporada Luzon junto con otras concursantes de All Stars (entre ellas Raven, Latrice Royale y Tammie Brown) aparecieron en un nuevo anuncio de televisión para la nueva página web de viajes Orbitz para viajes de placer LGBT. tras esta temporada de RuPaul's Luzon se convirtió junto con Pandora Boxx y Yara Sofia en un personaje del juego para móvil "RuPaul's Drag Race: Dragopolis".
El 9 de noviembre de 2018 se anunció que Manila Luzon volvería a All Stars 4, junto con su compañera de equipo de All Stars 1 Latrice Royale, pero esta vez competirían por separado en lugar de como equipo. Pero sin embargo, a pesar de ser la favorita de la temporada con tres victorias, Manila fue eliminada por Naomi Smalls en el octavo episodio de la temporada, que se emitió el 1 de febrero de 2019 lo que hizo que acabase en sexta posición
Aunque ahí no acabaron sus apariciones en RuPaul's ya que apareció como invitada para el primer desafío en el estreno de la temporada 11 de Drag Race y hubo cierta polémica debido a que no dejaron que Manila Luzon se pusiera un vestido que llevaba una compresa usada.

### MTV'sMade
El 12 de octubre de 2012 Luzon apareció en un episodio de la serie MTV Made, donde fue mentora de un joven drag, al que esta experiencia le permitió explorar su alter ego drag que preparaba para la Marcha del Orgullo Gay de la Ciudad de Nueva York.

### Música
El 8 de noviembre de 2011 Manila lanzó su primer sencillo Hot Couture, su segundo sencillo, "Best XXXcessory" que salió el 21 de agosto de 2012 y el tercer sencillo, "The Chop", fue un dúo con Latrice Royale que se publicó el 6 de noviembre de 2012, un día después del episodio de su eliminación de RuPaul Drag Race: All Stars.
Por otra parte Luzon junto a otras participantes de Drag Race aparecieron en el videoclip "Queen" de la banda Xelle de Mimi Imfurst.
Manila Luzon además decidió sacar el 30 de septiembre de 2014 su nuevo sencillo "Eternal Queen", que está dedicado a su pareja fallecida, Sahara Davenport. El vídeo tuvo más de 30,000 visitas en menos de una semana.
En noviembre de 2018, el músico indie VELO lanzó el sencillo "Where My Man At" con Luzon y la exconcursante de la temporada 9 y temporada 10 de RuPaul's Eureka O'Hara. Las dos drags además también aparecen en el videoclip de la canción, junto a Thorgy Thor, Ginger Minj y Trinity Taylor.
El 1 de febrero de 2019 Luzon lanzó su sencillo "Go Fish" junto con el videoclip. En el vídeo sale la concursante de All Stars 4 Naomi Smalls, el esposo de Luzon, y las Heathers, un grupo de participantes de Drag Race 3, que junto a Luzon está formado por Raja, Delta Work y Carmen Carrera. Tras la polémica expulsión de Manila en la temporada cuatro de All Stars el vídeo recibió más de 300,000 reproducciones en menos de 24 horas, convirtiéndose así en el vídeo más visto publicado por una Drag Race.
Manila Luzon contribuyó además a la compilación de los álbumes Christmas Queens. siendo el más reciente Christmas Queens 4 (2018).

## Vida privada
Manila fue residente en Nueva York durante mucho tiempo donde vivía con su novio Antoine Ashley (Sahara Davenport) pero tras la muerte de este debido a un ataque al corazón Manila se mudó a Los Ángeles en 2013.
En noviembre de 2016 le propuso matrimonio a su novio Michael Álvarez conocido como Mic J Rez y el 24 de diciembre de 2017 la pareja se casó en la capilla Silver Bells. Un imitador de Elvis ofició la boda.

## Discografía

### Álbumes de estudio
| Título        | Detalles                                                                                                | Posiciones en ventas |
| Título        | Detalles                                                                                                | Estados Unidos       |
| ------------- | --- | -------------------- |
| Eternal Queen | - Lanzado: 1 de octubre de 2014 - Producción: Lomlplex - Formato: Descarga digital                      | —                    |
| Rules!        | - Lanzado: 15 de febrero de 2019 - Producción: Producer Entertainment Group - Formato: Descarga digital | 3                    |

### Producciones extendidas
| Título                         | Detalles                                                                                  |
| ------------------------------ | ----------------------------------------------------------------------------------------- |
| Hot Couture (Remixes)          | - Lanzado: 24 de abril de 2012 - Producción: Karl Westerberg - Formato: Descarga digital  |
| Best Xxxcessory: The Remixxxes | - Lanzado: 22 de octubre de 2012 - Producción: Manila Luzon - Formato: Descarga digital   |
| The Chop Remixes               | - Lanzado: 26 de diciembre de 2012 - Producción: Manila Luzon - Formato: Descarga digital |
| Bring It!, Remixes, Pt. 1      | - Lanzado: 17 de enero de 2014 - Producción: JRED Music - Formato: Descarga digital       |
| Helen Keller                   | - Lanzado: 28 de enero de 2014 - Producción: Peace Bisquit - Formato: Descarga digital    |
| Bring It!, Remixes, Pt. 2      | - Lanzado: 14 de marzo de 2014 - Producción: JRED Music - Formato: Descarga digital       |

### Sencillos
| Título                                                        | Año  | Álbum               |
| ------------------------------------------------------------- | ---- | ------------------- |
| "Hot Couture"                                                 | 2011 | Canciones sin álbum |
| "Best XXXcessory"                                             | 2012 | Canciones sin álbum |
| "The Chop" (con Latrice Royale)                               | 2012 | Canciones sin álbum |
| "Bring It!" (con Jinkx Monsoon)                               | 2013 | Canciones sin álbum |
| "Helen Keller" (con Cazwell, featuring Roxy & Richie Beretta) | 2014 | Canciones sin álbum |
| "Ice Cream" (con Andre Xcellence!)                            | 2015 | Canciones sin álbum |
| "Ovahness"                                                    | 2016 | Canciones sin álbum |
| "That's a Man Maury" (con Willam)                             | 2017 | Canciones sin álbum |
| "Go Fish"                                                     | 2019 | Rules               |
| "Barbra, Can You Hear Me"                                     | 2019 | Rules               |

### Otras apariciones
| Título               | Año  | Otros artistas                                                | Álbum              |
| -------------------- | ---- | ------------------------------------------------------------- | ------------------ |
| "Bitch I'ma Bottom"  | 2015 | Pablo Hernández                                               | Canción sin álbum  |
| "Slay Bells"         | 2015 | N/A                                                           | Christmas Queens   |
| "Working Holiday"    | 2016 | Alaska Thunderfuck                                            | Christmas Queens 2 |
| "Click (Manila Mix)" | 2017 | Tom Goss                                                      | Click              |
| "We Three Queens"    | 2017 | Alaska Thunderfuck, Peppermint                                | Christmas Queens 3 |
| "Purong Pinay"       | 2018 | Jiggly Caliente                                               | T.H.O.T. Process   |
| "Don't Funk It Up"   | 2018 | RuPaul, Gia Gunn, Latrice Royale, Valentina, Trinity The Tuck | Canción sin álbum  |